# Hans Riesner
Hans Riesner (gebürtig Johann oder Johannes Riesner; * 22. April 1902 in Schneeberg; † 19. Mai 1976 in Ost-Berlin) war ein deutscher Politiker (KPD/SED). Er war 1951/1952 Minister für Kultur und Volksbildung im Land Sachsen.

## Leben
Riesner, Sohn einer Handwerkerfamilie, besuchte nach Volksschule und Aufbauschule das Lehrerseminar in Schneeberg. 1922 wurde er Hilfslehrer in Breitenbrunn. 1923 trat er der KPD bei. 1930 war er Mitglied der ersten deutschen Lehrerdelegation, die die Sowjetunion besuchte. Ab 1933 schloss er sich dem Widerstand gegen den Nationalsozialismus an und wurde in „Schutzhaft“ genommen, die er im KZ Colditz und Sachsenburg verbrachte. 1934 entlassen, arbeitete er ab 1937 als Hilfsarbeiter in einer Textilfabrik in Rodewisch.
Nach Kriegsende wurde er 1945 Stadtrat, Erster Bürgermeister und stellvertretender Oberbürgermeister in Chemnitz. 1950/51 war er Hauptabteilungsleiter im sächsischen Ministerium für Volksbildung, 1951/52 hatte er das Amt des Ministers für Kultur und Volksbildung im Land Sachsen inne. Von 1952 bis 1957 war er Erster Sekretär der SED-Bezirksleitung Dresden und Abgeordneter des Bezirkstags ebendort. Er gehörte 1955 zu einer Delegation, die aus Moskau Schätze der Dresdner Gemäldegalerie Alte Meister heimbegleiteten. Ab 1957 war er stellvertretender Leiter bzw. Leiter der Abteilung Volksbildung und Kultur beim ZK der SED. Später wurde er Hauptabteilungsleiter im Ministerium für Auswärtige Angelegenheiten, Botschaftsrat in Warschau sowie Leiter der politischen Abteilung der DDR-Handelsvertretung in Finnland. 1963 wurde er zum Professor und Prorektor an die Deutsche Akademie für Staats- und Rechtswissenschaft in Potsdam berufen (bis 1965). Von 1967 bis zu seinem Tode war er Mitglied der SED-Bezirksleitung Karl-Marx-Stadt. Er starb während seiner Teilnahme am IX. Parteitag der SED in Berlin.

## Auszeichnungen und Ehrungen
- Ehrensenator der Technischen Hochschule Dresden (1953)
- Carl-Friedrich-Wilhelm-Wander-Medaille in Gold (1954)
- Vaterländischer Verdienstorden in Silber (1956)
- Banner der Arbeit (1962)

Am 22. Januar 1976 wurde Riesner zum Ehrenbürger von Karl-Marx-Stadt ernannt. 
Von 1977 bis 1992 trug eine Chemnitzer Schule in Reichenhain seinen Namen, an der Riesner vor dem Zweiten Weltkrieg als Lehrer tätig gewesen war. Nach Zerstörung dieser Schule durch einen Bombenangriff am 5. März 1945 setzte sich Riesner als Chemnitzer Stadtschulrat für deren Wiederaufbau ein, so dass diese Schule 1950 als erste Chemnitzer Schule wiederaufgebaut war. In Chemnitz wurde die Johann-Riesner-Straße nach ihm benannt, die seit der Wende jedoch wieder Augsburger Straße heißt.